# Projekt Venus
Projekt Venus (The Venus project ) je kao neprofitna organizacija utemeljena 1975. god. od strane Jacque Fresco i Roxanne Meadows u Venusu, Florida. 
Od trenutka u kojem je projekt započet, on je usmjeren ka osvješćivanju ideje da su postojeće ekonomske paradigme novca, razmjene dobara i imućnosti zastarjele, da susprežu tehnološki razvitak i uzrok su abnormalnog društvenog ponašanja. Oni vjeruju da je nenormalno i nepoželjno ponašanje uzrokovano uvjetima u kojima se nalazi okoliš u svakom društvu s postojećom monetarnom politikom, društvu u kojem je sve bazirano na interesu, profitu odnosno novcu. Njihovo rješenje problema leži u reformaciji zastarjele monetarne ekonomije u nešto što se naziva "Ekonomija Temeljena na Resursima".
Iskustvo i istraživanja pokazuju da ljudsko ponašanje može biti modificirano, prema destruktivnom ili konstruktivnom načinu djelovanja. Ono o čemu govori projekt Venus sastoji se od bitnog preusmjeravanja našeg tehnološkog razvitka i naših sirovina u pozitivnom smjeru, a radi maksimalne dobrobiti ljudi i planeta Zemlje, koji traže nove načine razmišljanja i življenja, a naglašavaju i slave ogromni potencijal ljudskog duha i kreativnosti. Globalno društvo pri ruci ima sredstva za dizajniranje i izgradnju budućnosti koja bi bila usklađena s prirodom i vrijedna ljudskog potencijala. Projekt Venus prezentira jedan odvažni i novi smjer za čovječanstvo koji uzima u obzir i obuhvaća ni više ni manje nego potpuni redizajn naše kulture korištenjem najmoćnijeg oruđa logičkog zaključivanja - znanstvene metode. Znanstvena metoda se stalno upotrebljava na izdvojenim sustavima, ali nije nikad bila istinski razmatrana na najširi način.
Ovakva samoanaliza priziva pitanja o istinskoj prirodi toga što znači biti čovjek, što znači biti član "civilizacije" i biti "inteligentan", i koje odluke moramo donijeti danas da bi osigurali prosperitetnu budućnost za sve ljude na svijetu. Projekt Venus smatra da nam sadašnjost nudi tek malen broj alternativa. Odgovori koje smo jučer imali su irelevantni, a budućnost može biti sjajna! On poziva na izravan i jednostavan pristup redizajnu naše kulture, u kojem vjekovima stare neadekvatnosti ratova, siromaštva, gladi, degradacije okoliša i nepotrebne ljudske patnje su viđene ne samo kao nešto što je moguće izbjeći, već kao nešto što je potpuno neprihvatljivo. 
Jedna od osnovnih premisa projekta Venus je ta da radimo prema principu da svi zemaljski resursi budu zajednički svim ljudima a ne vlasništvo nekolicine. Bilo koje rješenje koje bi bilo ispod toga rezultirat će nastavkom istog kataloga problema koji su usađeni u sadašnji sustav.
Aktivistička ruka koja edukacijom širi ideje projekta Venus zove se Pokret Zeitgeist.

## Vanjske poveznice
- http://www.thevenusproject.com